# Pedro Argüelles Salaverría
Pedro Argüelles Salaverría (n. 1950) es un ingeniero industrial, ejecutivo y poĺítico español.

## Biografía
Nacido el 10 de febrero de 1950 en Madrid; su familia, de origen asturiano, tiene tradición banquera. Hijo de Jaime Arguelles y Margarita Salaverría Galárraga y nieto de Manuel de Argüelles, obtuvo el título de ingeniería industrial en la Escuela Técnica Superior de Ingenieros Industriales de Madrid.
Afiliado la Alianza Popular (AP) de Gijón en 1985, se presentó en el número 12  de la candidatura en España de AP para las elecciones al Parlamento europeo de 1987; elegido eurodiputado, permaneció en la cámara hasta 1989. Se presentó por el PP a las elecciones europeas de 1989 (puesto n.ª 19), pero no resultó elegido eurodiputado. Número 14 dentro de la candidatura del Partido Popular para las elecciones a la Asamblea de Madrid de 1991, resultó elegido y fue diputado de la iii legislatura del parlamento regional dentro del Grupo Popular. Candidato de nuevo a diputado regional en las autonómicas de 1995 (número 32 de la lista), repitió como parlamentario en la iv legislatura, aunque renunció al cargo en mayo de 1996, siendo sucedido por Javier Ramón Cepeda Ramos. 
Ese mismo mes de mayo de 1996 fue nombrado como director de gabinete del nuevo ministro de Defensa, Eduardo Serra, responsabilidad que desempeñó hasta el año 2000.
Dirigió Aena y presidió la Fundación Aena entre 2000 y 2002. Fundador del Banco Alcalá, ha ejercido diversas posiciones en consejos de administración de diferentes sociedades, como Asturiana de Zinc o el Banco Granada Jerez.
Vicepresidente de Boeing Internacional hasta 2012, ese año fue nombrado secretario de Estado de Defensa del ministerio liderado por Pedro Morenés, tomando posesión el 9 de enero. Cesó como secretario de Defensa en 2016, tras la entrada de María Dolores de Cospedal al cargo de ministra de Defensa, que nombró a Agustín Conde en su lugar.
En febrero de 2018 se convirtió en presidente de Relaciones Corporativas del IE Business School.

## Distinciones
- Gran Cruz del Mérito Aeronáutico, con distintivo blanco (2000)[15][20]
- Gran Cruz del Mérito Militar, con distintivo blanco (2017)[21][22]